# Pyrénées International Women’s Cup
La Pyrénées International Women's Cup, conocida anteriormente Copa femenina es un torneo amistoso de fútbol femenino organizado a partir de 2006 con fines benéficos.
Las cuatro primeras ediciones tuvieron lugar en Cataluña, España siendo Sitges la sede en 2006 y 2007, Salou en 2008 y 2009, y Tarragona en 2010. La competición fue cancelada en 2011 y se reanudó al año siguiente en Andorra la Vieja.
Los equipos con más títulos son el RCD Español y el Montpellier con dos copas.
El torneo se disputa a modo de liguilla a partido único entre tres equipos siendo el primero y el segundo clasificado quienes pasan a la final.

## Campeonatos
| Año  | Campeón        | Subcampeón |
| ---- | -------------- | ---------- |
| 2006 | Espanyol       |            |
| 2007 | Espanyol       | Sevilla    |
| 2008 | Montpellier    | Espanyol   |
| 2009 | Rayo Vallecano | Espanyol   |
| 2010 | Montpellier    | Barcelona  |
| 2012 | Levante        | Barcelona  |

## Títulos por equipo
| Equipo         | Títulos | Años campeón |
| -------------- | ------- | ------------ |
| Espanyol       | 2       | 2006, 2007   |
| Montpellier    | 2       | 2008, 2010   |
| Rayo Vallecano | 1       | 2009         |
| Levante        | 1       | 2012         |

## Títulos por país
| País    | Títulos | Subtítulos |
| ------- | ------- | ---------- |
| España  | 4       | 5          |
| Francia | 2       | 0          |